# Rundkapelle (Astheim)

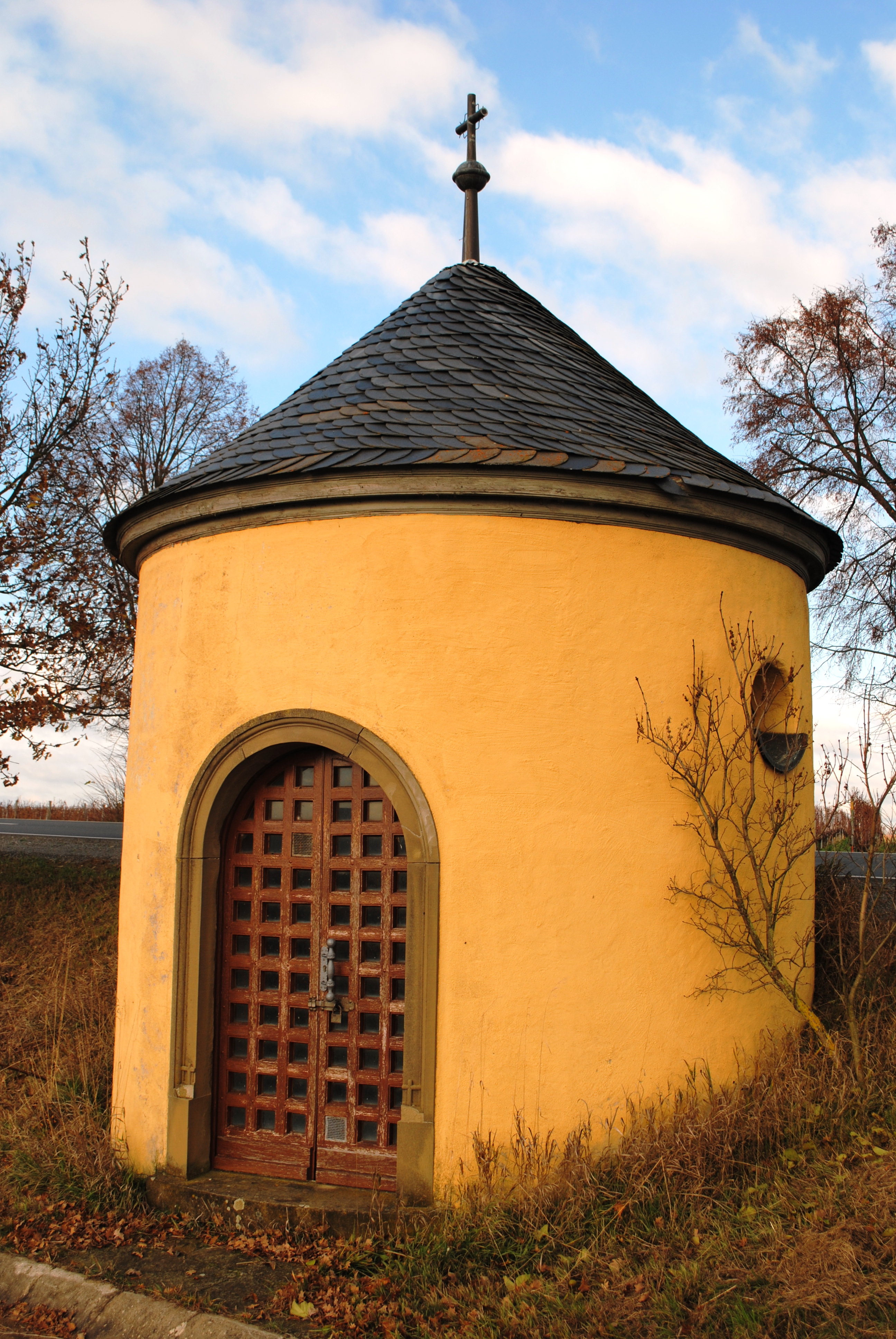
Die Kapelle bei Astheim

Die Rundkapelle ist eine kleine Feldkapelle nahe dem Dorf Astheim im Landkreis Kitzingen in Bayern.
Sie liegt an der Staatsstraße 2260, etwa 1 km westlich von Astheim.
Die Kapelle wurde im Jahr 1724 im Stil des Barock errichtet und mit einem vom Rokoko beeinflussten Altar ausgestattet. Sie hat einen kreisrunden Grundriss, ein Rundbogenportal mit geohrter Rahmung leitet ins Innere über. Zwei kleine Ochsenaugen belichten das Gotteshaus. Ein Kreuz schließt sie nach oben ab.